# Candy (1968)
Candy ist eine französisch-italienisch-amerikanische erotische Fantasykomödie aus dem Jahr 1968 nach dem Roman Candy oder die sexte der Welten von Terry Southern und Mason Hoffenberg von 1958.

## Handlung

### Vom Weltall ins Klassenzimmer
Aus den Weiten des Weltalls steigt ein pulsierendes Licht- und Energiewesen zur Erde herab und findet sich als die betörend schöne Candy Christian in einem atemberaubenden Minikleid in der Klasse einer Oberschule im sittenstrengen Mittleren Westen der Vereinigten Staaten wieder.
Ihr Vater, der auch ihr Lehrer ist, reißt sie aus ihren Tagträumen (als die die Eingangssequenz nunmehr gedeutet werden kann). Mr. Christian, ein Lehrer der alten Schule, mehr Zuchtmeister als Pädagoge, hält der Klasse einen Vortrag über ihre Pflichten gegenüber Staat, Kirche und Eltern, der die Schüler unendlich langweilt.
Nach dem Unterricht spricht der Vater unter vier Augen mit seiner Tochter und entschuldigt sich bei ihr. Er drückt seine Sorge aus, dass sie ihn für einen Spießer hält, und versucht den modernen verständnisvollen Vater zu geben. Gehorsam versichert Candy ihrem Vater, dass zu dieser Sorge kein Anlass bestehe. Als aber ein Junge Candy anspricht, bricht sofort die väterliche Eifersucht durch.

### McPhisto
Ganz anders als der Unterricht bei Mr. Christian ist die Vorlesung des als Literaturlehrer geladenen Poeten McPhisto. In Scharen strömen die Schüler zum Hörsaal, stehen und sitzen in den Gängen. Candy sticht aus der Menge hervor, da sie auf einer Fensterbank stehend auf den Lehrer wartet. Zwangsläufig fällt McPhisto bei seinem starähnlichen Einzug das Mädchen ins Auge.
Sein Unterricht besteht aus dem Vortrag eines seiner erotischen Gedichte, das besonders die Mädchen in ihren Bann zieht. Candy fühlt dabei, dass McPhistos Augen nur auf ihr ruhen. Währenddessen erkundigt sich Candys Vater danach, wer denn „dieser McPhisto“ sei. Von der alten Lehrerin Miss Quinby erfährt er, McPhisto gehöre zu den größten Poeten des 20. Jahrhunderts.
McPhisto verlässt die Vorlesung unter rauschendem Applaus. Wie ein Schauspieler kommt er, nachdem er den Saal verlassen hat, wieder zurück, um sich erneut applaudieren zu lassen. Dabei lässt er Candy einen Zettel zukommen, in dem er ihr anbietet, sie nach Hause zu bringen. Im Wagen erzählt Candy, wie sehr sein Vortrag sie beeindruckt hat. McPhisto versucht sie zu verführen, scheitert aber daran, dass er zu viel Whisky zu sich genommen hat.

### Emmanuel
Zu Hause angekommen tragen Candy und McPhistos Fahrer Zero McPhisto hinein, da dieser nicht nur innerlich voller Alkohol ist. Während Zero seinem Chef die durchnässte Hose auszieht, bittet Candy den mexikanischen Gärtner Emmanuel, das Bügelbrett in den Keller zu bringen. Der versteht die Aufforderung falsch und meint, Candy wolle ihm Avancen machen.
Während der betrunkene McPhisto sich mit einer Puppe vergnügt, wird der schüchterne Gärtner durch McPhistos Reden und die vermeintliche Ermutigung Candys so erregt, dass er sie auf den Billardtisch wirft und vergewaltigt. In dieser Situation betritt Candys Vater mit vier anderen Lehrern den Keller und erstarrt vor Schreck.

### Emmanuels Schwestern
Nach diesem Skandal fragt der Vater seinen Bruder Jack, was er nun tun soll. Jacks Frau Livia versucht unterdessen, Candy das Leben in ihrer Heimatstadt New York schmackhaft zu machen. Während Jack seinem Bruder erklärt, dass Candy in einer New Yorker Privatschule wohlbehütet wäre, preist Livia das freizügige Leben dort. So fällt die Entscheidung nicht schwer, Candy nach New York zu schicken.
Auf dem Weg zum Flughafen werden sie von drei Motorradfahrerinnen bedrängt, von denen eine den Gärtner Emmanuel auf dem Rücksitz hat. Wie sich herausstellt, sind es Emmanuels Schwestern Lolita, Marquita und Conchita, die sich dafür rächen wollen, dass Emmanuel „entehrt“ ist und nun nicht mehr Priester werden kann. Auf dem Rollfeld fordern die Schwestern Candys Vater drohend auf, seine Tochter auszuliefern. Bei dem nun folgenden Handgemenge wird der Vater schwer verletzt.

### General Smight
Dank des Eingreifens von Fallschirmspringergeneral Smight werden die Schwestern vertrieben. Smight nimmt Candy und ihre Familie an Bord seiner Militärmaschine, in der sich seine Soldaten auf den Absprung vorbereiten. An Bord versuchen Jack und seine Frau den General zu überreden, ärztliche Hilfe für Candys Vater zu holen. Als sich Jack auf seine einflussreichen Freunde in Washington beruft, wird dies mit dem Einwand abgebürstet, dieses „Pinkoville“ interessiere hier niemanden. Smight verdächtigt Jack sogar, Kommunist zu sein.
Erst als Candy durchblicken lässt, dass sie alles für die Errettung ihres Vaters tun würde, lässt sich der General erweichen. Er zieht sie ins Cockpit und gesteht ihr, dass er seit sechs Jahren keine Frau mehr gesehen habe. Er befiehlt ihr „im Namen der freien Welt“ sich auszuziehen. Indem er die nackte Candy bedrängt, löst er das Signal zum Absprung aus. Als er das Cockpit verlässt und feststellt, dass seine Männer abgesprungen sind, springt er hinterher. Livia übernimmt die nun führerlose Maschine, steuert sie nach New York und signalisiert dem Flughafen, Vorbereitungen für eine medizinische Behandlung zu treffen.

### Dr. Krankheit
Ein Krankenwagen bringt die Familie in das Krankenhaus von Dr. Krankheit. Krankheit zelebriert die Operation in einem mit Zuschauergalerien und Deckenfresken ausgestatteten Operationssaal vor Publikum wie ein Maestro. Auch Candy, ihr Onkel und seine Frau lassen sich in der Empore nieder. Die Zuschauer sind gekleidet wie zum Opernbesuch, der Einzug des Operationsteams mit dem Patienten auf der Trage wird von begeistertem Applaus begleitet. Als letzter betritt Dr. Krankheit selbst den Saal und lässt sich vom Publikum ausgiebig feiern. Nach der Operation, die eher einer Schlächterei ähnelt, befindet sich der Vater in einem Zustand geistiger Umnachtung.
Als Candy sich bei Dr. Krankheit nach ihrem Vater erkundigen will, wird sie von dessen Mutter bedroht, die Finger von ihrem Sohn zu lassen. Als sie der Mutter entkommen ist, wird sie von Schwester Bullock, der Geliebten Krankheits, ebenfalls bedroht. Im Krankenzimmer des Vaters, wo eine rauschende post-operative Party stattfindet, trifft sie endlich auf Dr. Krankheit. Er erzählt ihr jedoch nur von seinen Leistungen, vom Zustand des Vaters erfährt Candy nichts. Onkel Jack will diese Lage ausnutzen, um Candy zu verführen; er wird jedoch von Schwester Bullock und dem Leiter des Krankenhauses, Dr. Dunlap, unterbrochen.
Dr. Dunlap macht Candy für diese, wie er es nennt, Orgie verantwortlich. Unter dem Eindruck seiner Strafpredigt bricht Candy zusammen. Dr. Krankheit greift ein und bringt sie auf ein anderes Krankenzimmer, um sie dort zu „untersuchen“. Unter dem Vorwand, ihre Hüfte einzurenken, penetriert er sie von hinten. Schwester Bullock überrascht die beiden und will Candy vertreiben. Zunächst bedroht sie sie mit einer Spritze, dann versucht sie es mit List. Sie behauptet, dass Candys Vater das Krankenhaus verlassen habe und hilflos durch die Nacht irre. Als Dr. Krankheit sie auch noch tätowieren lassen will, um sie als seinen Besitz zu markieren, flieht Candy aus dem Krankenhaus.

### Das Café La Rosa
Auf den Straßen New Yorks irrt Candy auf der Suche nach ihrem Vater ziellos umher. In dem sizilianischen Café La Rosa will sie sich etwas ausruhen. Dort wird sie von dem Gangster „The Big Guy“ und seinen Männern bedrängt. Als der Untergrundfilmemacher Jonathan J. John mit seiner Kamera eintritt, fliehen die Gangster, da sie nicht gefilmt werden wollen. „G3“, wie er sich nennt, drängt Candy auf die Herrentoilette, um dort einen avantgardistischen Film zu drehen. Bei den „Dreharbeiten“ brechen die Rohre und setzen die Kabine unter Wasser. Auf der Suche nach den Gangstern betreten die Polizisten Charlie und sein Vorgesetzter das Café. Der Barkeeper verweist auf die Herrentoilette. Als die Polizisten die Tür aufbrechen, kommt ihnen ein Wasserschwall entgegen. Aufgebracht prügeln sie auf den Filmemacher ein. Candy nutzt die Gelegenheit zur Flucht.

### Der Bucklige
Die Polizisten nehmen die Verfolgung der völlig durchnässten Candy auf. Im Park begegnet sie einem buckligen Gaukler, der ihr trockene Kleidung verspricht. Der scheinbar völlig abgerissene Mann führt sie zu einer prachtvollen Villa. Während Candy sich umzieht, dringen die Freunde des Buckligen in die Villa ein und rauben sie aus. Der Bucklige wirft Candy auf den Flügel und will „rub-a-dub-dub“ mit ihr machen. Candy weigert sich zunächst; als der Bucklige traurig meint, es sei wegen seines Buckels, lässt sie ihn gewähren.
Jetzt erreichen die beiden Polizisten die Villa und stürmen sie. Der Bucklige wird von ihnen als der langgesuchte Verbrecher „The Little Guy“ erkannt. Aufgrund seiner Fähigkeiten als „menschliche Fliege“ kann der Bucklige entkommen. Die Polizisten nehmen dafür Candy und die Freunde des Buckligen fest. Im Polizeiwagen wird Candy von dem Sergeant auf unvorschriftsmäßige Weise einer Leibesvisitation unterzogen. Dabei verlieren sie die Kontrolle über ihren Wagen und rasen in ein Restaurant, wo gerade eine Transvestitentruppe eine Vorführung hat. Die Polizisten knüppeln die Truppe zusammen und Candy kann fliehen.

### Grindl
Um wieder nach Hause zu gelangen, hält Candy einen Lastwagen an. Sie steigt in den Anhänger und sieht, dass das Innere als Tempel ausgestattet ist. Auf einem Thron sitzt meditierend der indische Guru Grindl, gespielt von Marlon Brando. Er fordert sie auf, sich von allem Materiellen freizumachen. Er erklärt ihr, dass ihr Name heilig und sie auserwählt sei, mit ihm gemeinsam die Beschränkungen der Materie und negativen Gedanken zu überwinden. Selbstverständlich will auch Grindl nichts anderes als die anderen Männer. Nachdem sie die sechs (sexuellen) Stufen der Erleuchtung erklommen haben, teilt der Guru ihr mit, dass sie die siebte Stufe nur bei dem geheimnisvollen „Lehrer mit dem Vogel“ erreichen kann.

### Der Lehrer mit dem Vogel
An der Grenze zu Kalifornien wird der Wagen angehalten und von der Polizei auf Schmuggelgut untersucht. Candy flieht und wird von den Polizisten verfolgt. Diese erleiden aber einen Unfall und stellen sich überraschenderweise als die Polizisten von New York heraus.
Candy geht weiter in die Wüste und sieht einen verhüllten Mann mit einem Riesentukan auf der Schulter. Sie sieht in ihm den verheißenen „Lehrer mit dem Vogel“ und folgt ihm. Der Unbekannte führt sie in ein von unzähligen Kerzen erleuchtetes Kellergewölbe mit Säulenreliefs und Statuen indischer Götter. Auch der Fremde will sich mit Candy sexuell vereinigen. Während der Vereinigung, bei der Candy die höchsten jemals erlebten Lüste genießt, verliert dieser seine gipsartige Gesichtsmaske. Nun erkennt Candy in dem Fremden zu ihrem Entsetzen ihren Vater.

### Schlussszene
In der Schlussszene durchschreitet sie zwischen wehenden Fahnen und Musik eine weite Wiese, auf der ein psychedelisches Festival stattfindet. Dort begegnet sie all jenen wieder, die sie im Laufe des Films getroffen hat: Emmanuel als Hippie, von seinen Schwestern bewacht, ihren Vater/Onkel als janusartiges Doppelgesicht, General Smight als Don Quichote. Dr. Krankheit verteilt an die Gangster eine Wunderdroge, die sie zu Kindern macht. Grindl schwebt inmitten einer Schar safrangekleideter Mönche an Drahtseilen. Am Ende kehrt sie – in Wirklichkeit oder in ihren Träumen? – zurück in den Kosmos.

## Entstehungsgeschichte
Der Roman Candy erschien 1958 bei Olympia Press in Paris unter dem Pseudonym Maxwell Kenton. Die Autoren waren Terry Southern und Mason Hoffenberg. Unmittelbar nach seinem Erscheinen wurde das Buch in Frankreich verboten. 1964 wurde der Roman in den USA bei Putnam erneut veröffentlicht, diesmal mit den wirklichen Namen der Autoren und wurde in den USA zum Bestseller. Durch den Film Dr. Seltsam (1964) erwarb sich Terry Southern einen Ruf als Drehbuchautor. Es folgte die Mitwirkung an weiteren Filmen wie Tod in Hollywood (1965), Cincinnati Kid (1966) und Barbarella (1967).
Obwohl er am Drehbuch zu Candy nicht mitgewirkt hat, werden die Erfolge als Drehbuchautor dazu beigetragen haben, dass der Stoff verfilmt wurde. Die Dreharbeiten begannen Ende 1967 in Rom mit der 17-jährigen Schwedin Ewa Aulin (Miss Teen Sweden 1965) in der Titelrolle. Ewa Aulin wird im Abspann als Anfängerin dargestellt, obwohl sie 1967 schon in dem italienischen Film La Morte ha fatto l’Uovo (deutsch „Die Falle“) mitgespielt hatte. Aulin wirkte danach nur noch in wenigen Filmen mit, zuletzt 1973 in dem Kriminalfilm Una Vita lunga un Giorno (dt. „Fünf Rätsel bis zum Tod“).
Der Name der Hauptfigur wurde Voltaires Candide nachempfunden. Der Charakter ähnelt in seiner Naivität zwar dem Candide aus Voltaires Roman, das Schicksal der von allen Männern aufgrund ihrer Attraktivität verfolgten Unschuld teilt Candy eher mit Candides Geliebter Cunegund. Der Liebhaber expliziter Sexualität wird enttäuscht, alle Szenen sind nur angedeutet. Es erscheinen lediglich kurz die entblößten Brüste von Ewa Aulin und Anita Pallenberg. Trotz des Riesenaufgebots an Stars hatte der Film bei seinem Erscheinen kaum Erfolg.
Erst später wurde er von Teilen der Kritik und einer Fangemeinde anerkannt. 2001 erschien der Film bei Anchor Bay Entertainment auf DVD.
Die Filmlieder stammen von John Kay bzw. Steppenwolf. Die Anfangs- und Endsequenzen wurden von Douglas Trumbull gestaltet.

## Kritik
In einer Kritik des British Film Institute heißt es, der Film sei:

„[…] frenzied, formless and almost entirely witless adaptation of the enchanting Southern-Hoffenberg pornographic parable. No longer does Candy blithely chirrup ‘Good Grief!’ at each new sexual calamity, while welcoming the opportunity to give herself to alleviate sex-suffering humanity. Instead she defends her modesty with some vigour – her falls from grace being obscured by bowdlerisation as well as censor cuts – thus robbing the book of its point as well as its charm.“

„Der Film ist eine hektische, formlose und fast völlig witzlose Adaption der bezaubernden Southern-Hoffenberg-Pornoparabel. Candy zwitschert nicht mehr fröhlich „Good Grief!“ bei jedem neuen sexuellen Malheur, während sie die Gelegenheit begrüßt, sich zur Linderung der sexuell leidenden Menschheit hinzugeben. Stattdessen verteidigt sie ihre Sittsamkeit mit einigem Nachdruck – wobei ihre Sündenfälle durch Bowdlerisierungen und Zensurschnitte verdeckt werden – und beraubt das Buch damit sowohl seines Charakters als auch seines Charmes.“

Der Evangelische Film-Beobachter zieht folgendes Fazit: „Im Film wird aufgrund der bloßen Nebeneinanderstellung meist zusammenhangloser, mehr oder minder geglückter Episoden, in denen die einzige Beschäftigung des Mädchens Candy übrigens darin besteht, verführt zu werden, die kritische und satirische Absicht der Romanautoren oft nicht überzeugend zum Ausdruck gebracht, weshalb der Streifen insgesamt künstlerisch nicht befriedigen kann. Er ist aufwendig und großspurig, hervorragend gespielt und (nur) an der Oberfläche amoralisch par excellence.“